# Kaalia (1981)
Kaalia ist ein erfolgreicher Bollywoodfilm mit Amitabh Bachchan in seiner bekannten "angry young man"-Rolle.

## Handlung
Kaalia lebt im Hause seines älteren Bruders und dessen Familie. Eines Tages hat sein Bruder einen Arbeitsunfall in der Mühle und verliert beide Arme. Auch seinen Job ist er somit los, braucht allerdings das nötige Geld für die Behandlung. Kaalia bettelt den neuen Besitzer der Mühle, Shahani, um Geld an, doch er stößt auf taube Ohren. Shahani hat eigene Pläne und will in der Mühle nur seine illegalen Goldgeschäfte abwickeln.
So entschließt Kaalia das Geld einfach aus Shahanis Tresor zu stehlen. Jedoch kommt für seinen Bruder jede Hilfe zu spät. Shahani sorgt dafür, dass Kaalia für neun Monate ins Gefängnis kommt. Nach seiner Freilassung dürstet es Kaalia nach Rache. Mit Hilfe einiger Komplizen stiehlt er das Gold, welches in der Mühle geschmuggelt wird. Anschließend zündet er diese an.
Für diese Straftat landet Kaalia wieder hinter Gittern, diesmal für zwei Jahre. Seine Schwägerin Shanti und seine Nichte glauben, er sei in Amerika, um dort Geld für die beiden zu verdienen. Im Gefängnis lernt er auch den Wächter Raghvir kennen, dessen Tochter Rani als Kind von einem Gefangenen entführt wurde.
Nach Kaalias Entlassung ist dieser weiterhin von der Rache besessen und lernt auch eine gewisse Shalini kennen. Shahani kidnappt Kaalias Nichte und zwingt Shanti gegen Kaalia in einer Mordangelegenheit auszusagen. So wird Kaalia für schuldig erklärt, für einen Mord, den er nicht begangen hat. Der Einzige der ihm glaubt, ist der Gefängniswächter Raghvir. Er hilft Kaalia zu entkommen und kommt ihm auch anschließend zur Hilfe.
Nicht nur die Nichte, sondern auch Shanti wird von Shahani festgehalten. Dort stellt sich auch heraus, dass es Shahani war, der damals Raghvirs Tochter entführt hatte und dies ist niemand anderes als die nun erwachsene Shalini. Kaalia und Raghvir kämpfen gegen den Schurken und leben nach diesem Ereignis glücklicher denn je.

## Musik
| Songtitel                      | Sänger/in                  |
| ------------------------------ | -------------------------- |
| Dil To Dete Nahi               | Asha Bhosle                |
| Jab Se Tumko Dekha             | Asha Bhosle, Kishore Kumar |
| Jahan Teri Yeh Nazar Hai       | Kishore Kumar              |
| Kaun Kisi Ko Baandh Saka       | Mohammad Rafi              |
| Sanam Tum Jahan Mera Dil Wahan | Asha Bhosle                |
| Tum Saath Ho Jab Apne          | Asha Bhosle, Kishore Kumar |